# Setodes obscurus
Setodes obscurus is een schietmot uit de familie Leptoceridae. De soort komt voor in het Palearctisch gebied.